# Calogero
Calogero Joseph Salvatore Maurici (Échirolles, Ródano-Alpes, França em 30 de Julho de 1971), conhecido como Calogero é um cantor francês.

## Discografia

### Álbuns
- 1999: Au milieu des autres
- 2002: Calogero
- 2004: 3
- 2005: Live 1.0 (álbum ao vivo duplo)
- 2007: Pomme C
- 2009: L'Embellie

### Singles
- 1999: "Prendre l'air"
- 2000: "De Cendre et de Terre"
- 2000: "Devant toi"
- 2001: "Aussi libre que moi"
- 2002: "En apesanteur"
- 2003: "Tien An Men"
- 2003: "Prendre Racine"
- 2003: "Yalla"
- 2004: "Face à la mer"
- 2004: "Si seulement je pouvais lui manquer"
- 2005: "Safe Sex"
- 2005: "Devant toi"
- 2005: "Un Jour parfait"
- 2007: "Le Saut de l'ange"
- 2007: "Pomme C"
- 2008: "Danser encore"
- 2008: "La débâcle des sentiments"
- 2009: "C'est dit"
- 2009: "L'ombre et la lumière", dueto com Grand Corps Malade
- 2009: "La fin de la fin du monde"
- 2009: "Le passage des cyclones"
- 2010: "Nathan"